# آبشار گوائیرا
آبشار گوائیرا (به پرتغالی:Salto das Sete Quedas do Guaíra) آبشاری به پهنای ۳۸۰ متر که در کشور برزیل واقع شده و بلندترین ریزشگاه آن ۴۰ متر ارتفاع داشت. این آبشار بعد از آبگیری سد ایتایپو در سال ۱۹۹۱ به زیر آب رفت.
حوضهٔ آبریز این آبشار، رود پارانا است که میانگین سرعت جریان سالیانهٔ آن، ۱۳۳۰۰ مترمکعب بر ثانیه است.